# Juana Francisca Frémyot de Chantal

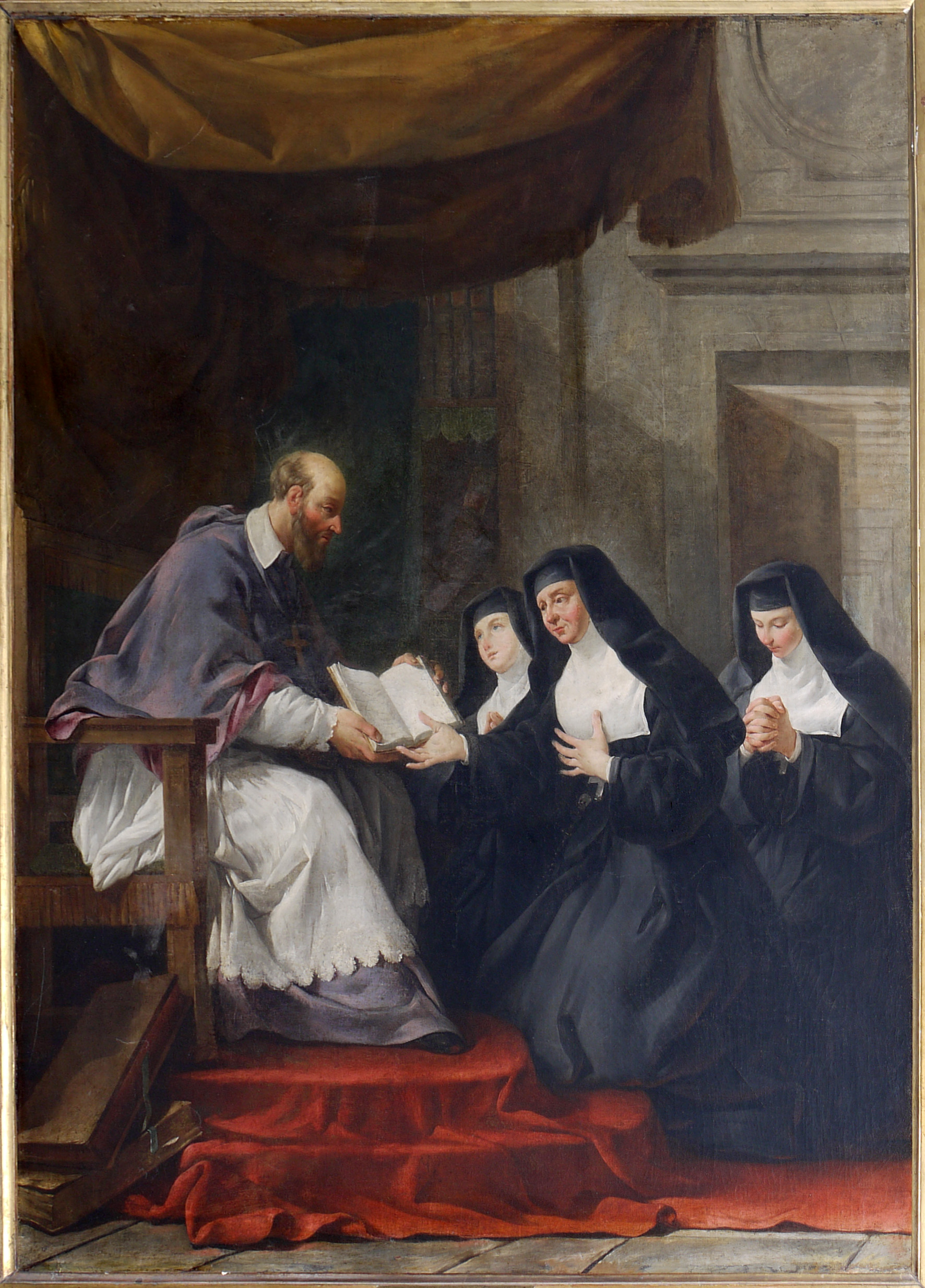
San Francisco de Sales entregando las Constituciones de la Orden de la Visitación a santa Juana Francisca Frémyot de Chantal.

Juana Francisca Frémyot, baronesa de Chantal (Dijón, 23 de enero de 1572 - Moulins, 13 de diciembre de 1641) fue una santa religiosa y mística francesa, cofundadora de la Orden de la Visitación de Santa María. También es conocida simplemente como Santa Juana de Chantal o Madame de Chantal.

## Vida familiar
Nacida en una familia católica ferviente de la aristocracia francesa, hija de Benigno Frémyot y de Margarita de Barbissy. Su madre muere cuando ella contaba con 18 meses, quedando bajo la tutela de su padre y su abuelo materno y educada por su hermana mayor. La reciedumbre y la militancia de su padre en el bando católico, durante las Guerras de Religión, es la mayor influencia de su niñez: recibe una formación muy completa y desde su infancia se destaca por su vida piadosa. En 1593 contrae matrimonio con el barón de Chantal, Christopher II, a quien da, durante los siete años siguientes, seis hijos, aunque dos de ellos murieron durante la infancia. Forma una familia armoniosa, en la que se viven los ideales católicos; a pesar de las separaciones por la participación del barón en las Guerras de Religión. Pero, en 1601, el barón de Chantal es herido durante una cacería por el señor D'Aulézy, y, tras nueve días de sufrimiento en manos de un mal médico, muere, dejando viuda a Juana, quien se traslada a pasar el año del luto en Dijón, a casa de su padre. Pero su suegro le exige que se traslade con sus hijos al castillo de Monthelon perteneciente a la Baronía de Chantal, cerca de Autun. El viejo Señor la somete a continuas vejaciones, pero la joven viuda siempre le estuvo sometida, mostrándole agradecimiento y llenando su castillo de alegría familiar.

## Su encuentro con Francisco de Sales

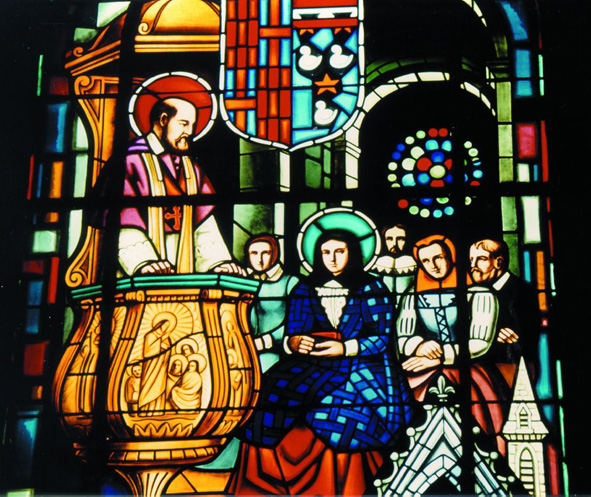
Encuentro de San Francisco de Sales con Madame de Chantal, vidriera de la Basílica de la Visitación, en el monasterio de Annecy, Alta Saboya.

Durante la cuaresma de 1604 viaja a Dijón junto a su suegro a visitar a su padre, y allí escucha la prédica de Francisco de Sales, obispo de Ginebra, quien cena frecuentemente en casa de Benigno Frémyot y ahí se gana, poco a poco, su confianza. El obispo se siente profundamente impresionado por la piedad de Juana. Desde ese momento, Francisco de Sales se convierte en su director espiritual, y, por su consejo, Juana modera sus devociones y actos piadosos para poder cumplir con sus obligaciones como madre, hija y nuera. Esta es la base de la espiritualidad salesiana, y su plasmación más perfecta está en la vida de Madame de Chantal, de quien se dice que era «capaz de orar todo el día sin molestar a nadie». Además, atiende a enfermos pobres y se modera mucho en mortificaciones corporales: san Francisco de Sales no permite a su dirigida que olvide que está en el mundo, que tiene un padre anciano y, sobre todo, que es madre; con frecuencia le habla de la educación de sus hijos y modera su tendencia a ser demasiado estricta con ellos.

## La fundación de la Orden de la Visitación
Madame de Chantal tiene desde joven una especial querencia por la vida contemplativa, así que, cuando, en 1607, san Francisco de Sales le expone su proyecto de fundar una nueva congregación, Juana lo acoge con gran alegría, dividiendo su corazón, ya que tiene una intensa vida familiar. El obispo le recuerda que sus hijos ya no eran niños y que desde el claustro podría velar por ellos. Juana Francisca casa a su hija mayor con el barón de Thorens, hermano de san Francisco de Sales, y se lleva consigo al convento a sus dos hijas menores; la primera muere al poco tiempo y la segunda se casa más tarde con el señor de Toulonjon. Celso Benigno, el hijo mayor, quedó al cuidado de su abuelo paterno y de varios tutores. 
El primer convento de la Orden de la Visitación de Nuestra Señora es inaugurado en 1610 en Annecy (Saboya). Junto a Juana Francisca están dos damas, María Favre y Carlota de Bréchard, y una sirvienta llamada Ana Coste, y en ese mismo año crecen en número hasta la docena de religiosas. El primitivo carisma de la nueva orden es una gran novedad: debía servir de refugio a quienes no podían ingresar en otras congregaciones y las religiosas no debían vivir en clausura para poder consagrarse de la nueva familia religiosa debía ser el de visitar y asistir a los enfermos pobres en su domicilio, uniendo la vida activa a la vida contemplativa. La oposición del arzobispo de Lyon, al cabo de algunos años, obligó a los dos fundadores a aceptar la clausura para las religiosas y Juana y Francisco redactan (1618) la regla de la orden, basada en la de San Agustín, con unas constituciones muy novedosas que convierten a la humildad y a la mansedumbre en la base de su observancia: «En la práctica, la humildad es la fuente de todas las otras virtudes; no pongáis límites a la humildad y haced de ella el principio de todas vuestras acciones, y mantiene el nombre de Congregación de la Visitación de Nuestra Señora. Las Constituciones son aprobadas por la Santa Sede en 1626.

## La espiritualidad de la Visitación
Se convierte en la primera superiora, y para la atención de su vida interior y de sus hermanas, Francisco de Sales compone el Tratado del amor de Dios: un método de oración simple y natural, compatible con cualquier circunstancia personal basado en la correspondencia espiritual entre los dos santos y en las experiencias místicas de Juana. Pero la vida conventual de la nueva superiora es muy ajetreada: deja frecuentemente Annecy, tanto para fundar nuevos conventos en Lyon, Moulins, Grénoble y Bourges, como para cumplir con sus obligaciones de familia. En 1619 funda el monasterio de París, donde reside los tres años siguientes. Allí se somete a la dirección espiritual de san Vicente de Paúl y conoce Angélica Arnauld, abadesa de Port-Royal, quien renuncia a su cargo e ingresa en la Congregación de la Visitación.

## Últimos años
En 1622 muere Francisco de Sales y es sepultado en el convento de la Visitación de Annecy; y en 1627, su hijo Celso Benigno perece en el campo de batalla y deja viuda y una hija de un año, que con el tiempo sería la célebre Madame de Sévigné. A partir de este momento, toma como director espiritual a san Vicente de Paúl. En 1628 se desata una epidemia que azota Francia, Saboya y Piamonte. Juana no abandona su monasterio de Annecy y pone a disposición del pueblo todos los recursos de su convento, participando la comunidad en la atención de los enfermos. Ella misma es contagiada, pero cura milagrosamente. A estas desgracias se añade la sequedad espiritual que sufre, pero no abandona sus trabajos. Entre 1635 y 1636 visita todos los conventos de la Visitación, que eran ya sesenta. En 1641 se traslada para ver a Madame de Montmorency y la reina Ana de Austria en París. Durante el viaje de vuelta a Annecy cae enferma de pulmonía y fallece en el convento de Moulins el 13 de diciembre de 1641. Su cuerpo es trasladado a Annecy y sepultado cerca del de san Francisco de Sales. A su muerte la orden que fundara, cuenta con ochenta y seis conventos.
Fue beatificada por Benedicto XIV en 1751 y canonizada por Clemente XIII en 1767. Su memoria litúrgica se celebra el 12 de agosto en el rito romano de la Iglesia católica. Antes de la reforma litúrgica promovida por el Concilio Vaticano II, su festividad tenía lugar el 21 de agosto.